# 1965 en santé et médecine
| Années de la santé et de la médecine : 1962 - 1963 - 1964 - 1965 - 1966 - 1967 - 1968    |
| Décennies de la santé et de la médecine : 1930 - 1940 - 1950 - 1960 - 1970 - 1980 - 1990 |

Cet article présente les faits marquants de l'année 1965 en santé et médecine.

## Événements
- 26 février : construction de l'Institut de cancérologie de Villejuif.
- Le code génétique a été complètement résolu par des expériences de la méthode des essais et des erreurs.

## Décès
- 4 septembre : Albert Schweitzer (né en 1875), médecin, pasteur et théologien protestant, philosophe et musicien alsacien.